# Jorge Dorado
Jorge Calvo Dorado (Madrid, 8 de desembre de 1976) és un director de cinema i televisió espanyol tres vegades nominat als Premis Goya.

## Carrera
Dorado es va llicenciar en Comunicació Audiovisual per la Universitat Complutense de Madrid. Ha treballat en campanyes de publicitat d'algunes companyies com Movistar, Nintendo, Jazztel, Madrid 2016, Bancaja, Orange i com a ajudant de direcció de pel·lícules com Moulin Rouge! de Baz Luhrmann, La mala educación i Hable con ella de Pedro Almodóvar, El espinazo del diablo de Guillermo del Toro, Intacto de Juan Carlos Fresnadillo, Reinas de Manuel Gómez Pereira… Dorado va dirigir el curt Mis vacaciones i el 2002 un altre curt: El hombre esponja. Va dirigir el documental Nuevos tiempos per la Fundación Ideas que va rodar al Senegal i El otro que va guanyar el premi a millor projecte Festival de Medina del Campo. Amb La guerra va aconseguir una nominació als Premis Goya en 2006.
En 2011 la productora Ombra Films (fundada pel cineasta català Jaume Collet-Serra (La casa de cera, L'òrfena, Sense identitat) al costat de Juan Solá amb la idea d'apadrinar a joves directors espanyols als EUA) va anunciar el primer projecte de la productora que seriosa dirigit per Jorge Dorado en el seu debut com a realitzador d'un llargmetratge. En ser preguntat sobre el projecte en una entrevista Dorado va explicar: "duia diversos anys movent projectes a Espanya i sempre se'm frustraven tots en el moment del finançament. Vaig decidir que com era molt complicat que un productor confiés en un director novell el millor era complicar més les coses. Vaig fer les maletes i me'n vaig anar a provar sort a Los Angeles. Allí, casualment, tot va ser més “senzill” Peter Safran després de veure els meus curtmetratges va voler representar-me i d'un dia per a un altre estava tenint reunions en Dreamworks, thriller, Warner… Va ser el mateix Peter i el llavors el seu ajudant, Tom Drumm, els qui em van oferir el guió. Uns mesos després Jaume es va interessar pel projecte i va decidir entrar en la producció.
El rodatge de Mindscape va començar a Espanya a l'octubre de 2012 i el seu argument giraria entorn d'un home amb l'habilitat d'entrar en els records de les persones que s'ocupa del cas d'una adolescent per a determinar si és una sociòpata o bé la víctima d'un trauma. "Collet-Serra, qui té l'última paraula per a donar llum verda als projectes, va treballar amb Dorado i Holmes durant 4 o 5 mesos per a desenvolupar el guió de Mindscape, encara que no té previst supervisar la filmació.", segons va comentar Sola Dorado va explicar que tenia molta por que la cinta es quedés en una cosa anecdòtica i que per això va intentar fugir de seguir la senda del que ja estava fet i que "Mindscape" anés diferent a Inception, Minority Report, The Cell. Va confessar que es va voler acostar a pel·lícules com El silenci dels anyells, The Sixth Sense, The Dead Zone o Lolita però, sobretot, als codis del cinema negre clàssic. "Volia que la pel·lícula tingués aquest toc de cinema negre amb el detectiu, la femme fatale que, en aquest film té unes certes reminiscències a Lolita aconseguint un thriller psicològic solvent que aprofundeixi en el cervell, en la memòria i com un no es pot fiar del que recorda". El 2013 Dorado va comentar durant una entrevista que Collet-Serra va jugar el paper de mentor en la producció, "va exercir com a productor creatiu, alguna cosa molt poc habitual en Espanya. M'ha ajudat molt en l'elaboració de guió, donant notes molt concretes com la necessitat de desenvolupar uns certs punts de la trama, acabar abans el primer acte o on posar els girs de guió, així que, al final, era com el comodí de la crida. En el rodatge em va donar total llibertat i em va dir que Mindscape era la meva pel·lícula, que si m'equivocava, m'equivocava jo i que si encertava, encertava jo. Va ser com un aprenentatge". La pel·lícula es va estrenar en 2013 en el Festival de Cinema de Sitges amb crítiques positives i en cinemes el 24 de gener de 2014 en Espanya, distribuïda per Warner Bros.
L'octubre de 2014 es va incorpora com a director a la sèrie El ministerio del tiempo dirigint dos episodis: Una negociación a tiempo i Tiempo de venganza. Després de la seva estrena la sèrie es converteix en un èxit sense precedents a Espanya en xarxes socials. En 2015 roda la Tv Movie Teresa, basada en la vida de Santa Teresa de Jesús amb Marian Álvarez, Antonio de la Torre, Aitana Sánchez-Gijón, David Luque i Terele Pávez com a protagonistes. Aconsegueix diversos guardons entre ells la Medalla de plata del Festival de Nova York i s'estrena en el Festival de Cinema de Sant Sebastià aquest mateix any. En 2015 torna com a director a la sèrie El ministerio del tiempo en la seva segona temporada on realitza tres episodis: El monasterio del tiempo, Óleo sobre tiempo i Hasta que el tiempo nos separe. El 2017 estrena els episodis Tiempo de espías i Tiempo de ilustrados. El 2018 dirigeix amb Enrique Urbizu la sèrie Gigantes per Movistar Plus i el 2019 s'incorpora a l'equip de directors dEl Embarcadero (Temporades 1 i 2) sèrie de Vancouver Media per Movistar Plus. Aquest mateix any debuta com a Productor Executiu de la sèrie Frontera Verda dirigida per Ciro Guerra per a Netflix.

## Filmografia

### Llargmetratges
- 2015: Teresa (telefilm)
- 2013: Mindscape

### Televisió
- 2019: Frontera Verde (Com Productor Executiu)
- 2019: El embarcadero T1, T2 (capítols 5 i 7,10,11,16)
- 2018: Gigantes (capítols 4, 5 i 6)
- 2017: El ministerio del tiempo T3 (capítols 23 i 25)
- 2016: El ministerio del tiempo T2 (capítols 12, 17, 20)
- 2015: El ministerio del tiempo T1 (capítols 4 i 7)

### Curtmetratges
- 2012 El otro (17 min)
- 2011 Nuevos Tiempos (20 min)
- 2009 Gracias (13 min)
- 2007 Limoncello - Segment: A good man (5 min)
- 2005 La Guerra (9 min)
- 2002 Líneas de Fuego (20 min)
- 1999 Siguiente (7 min)

## Reconeixements artístics
Premis Goya
| Any  | Categoria                      | Pel·lícula    | Resultat |
| ---- | ------------------------------ | ------------- | -------- |
| 2006 | Millor curtmetratge            | La Guerra     | Nominat  |
| 2010 | Millor curtmetratge documental | Nuevo Tiempos | Nominat  |
| 2014 | Millor director novell         | Mindscape     | Nominat  |

Nova York Film and TV Festival
| Any                                        | Categoria       | Pel·lícula | Resultat                     |
| ------------------------------------------ | --------------- | ---------- | ---------------------------- |
| 2016 Arxivat 2016-11-07 a Wayback Machine. | Millor Tv Movie | Teresa     | Guanyador (medalla de plata) |

Premis APCP publicitat
| Any  | Categoria                             | Pel·lícula | Resultat |
| ---- | ------------------------------------- | ---------- | -------- |
| 2008 | Més ben Director novell de publicitat | Bancaixa   | Nominat  |